# Seznam italských ponorek

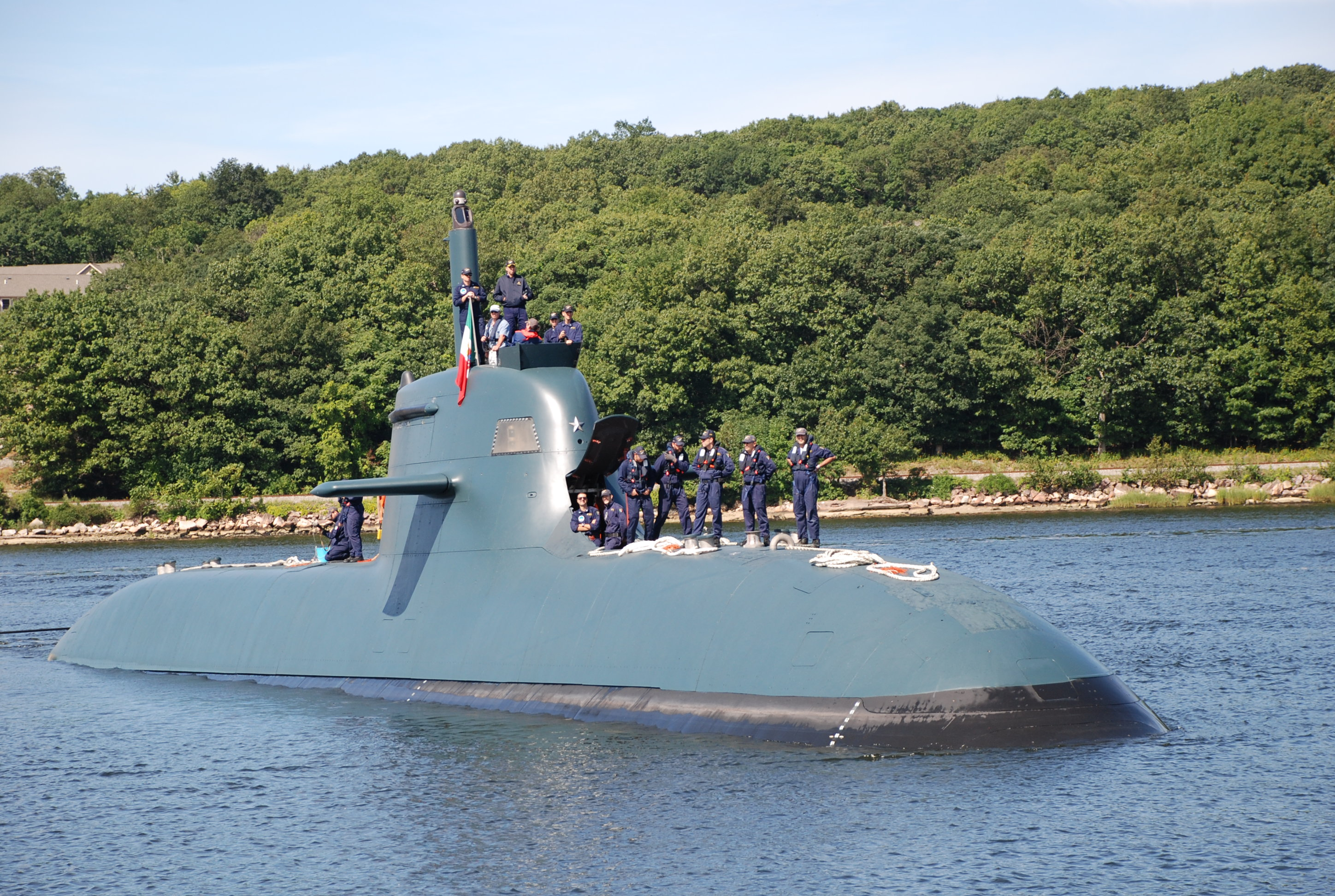
Ponorka Scirè (S-527) typu 212

Tento seznam obsahuje ponorky a miniponorky Italského královského námořnictva a Italského námořnictva.

## První světová válka

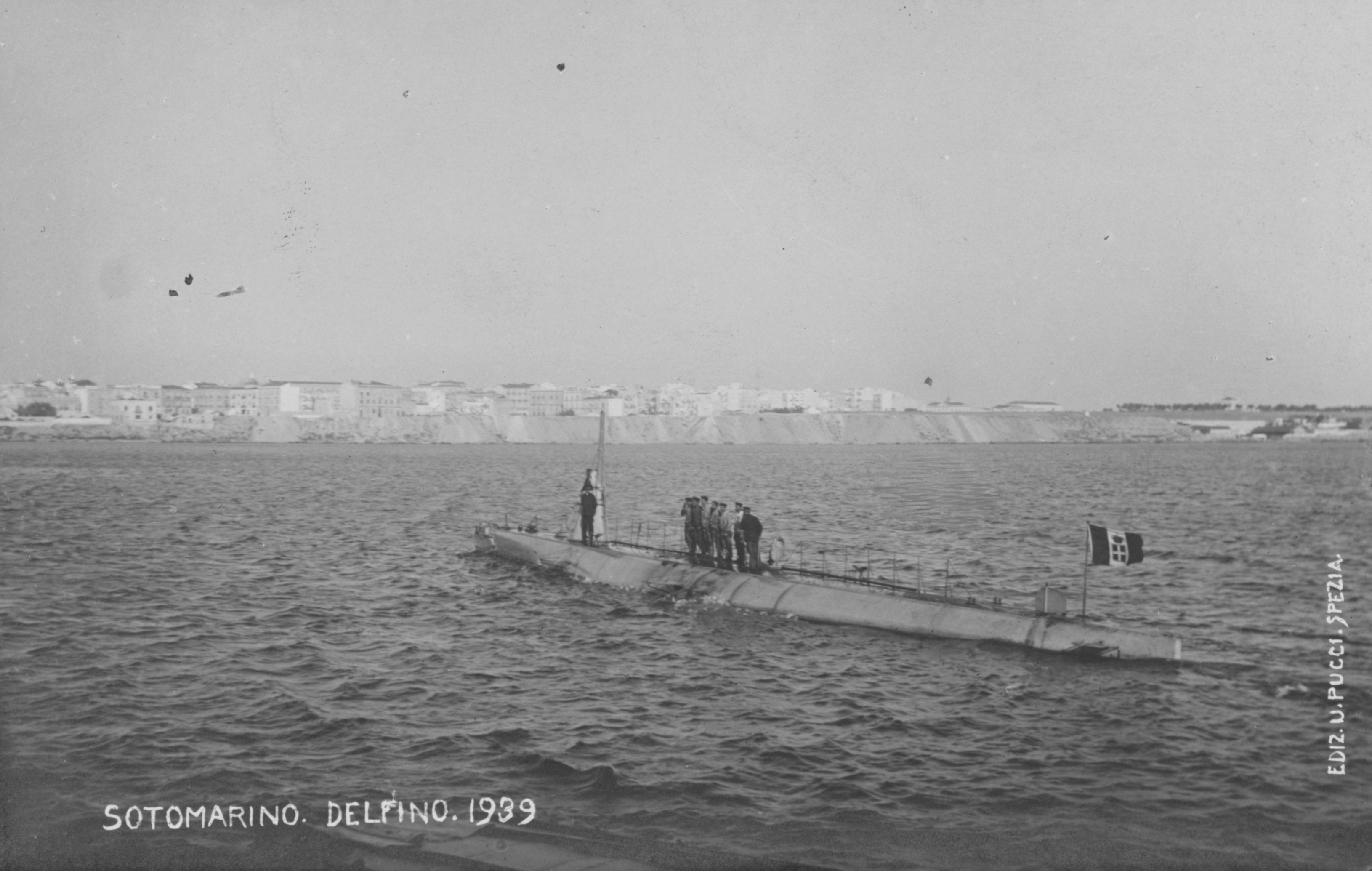
Delfino

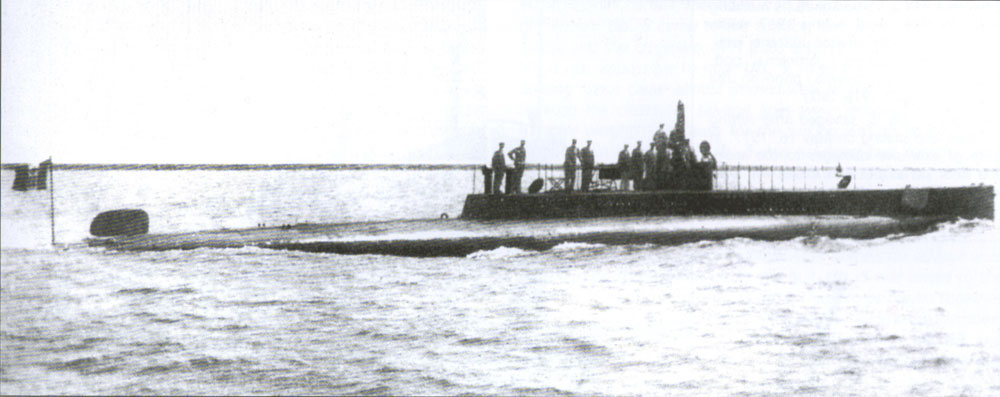
Ponorka Nereide třídy Nautilus

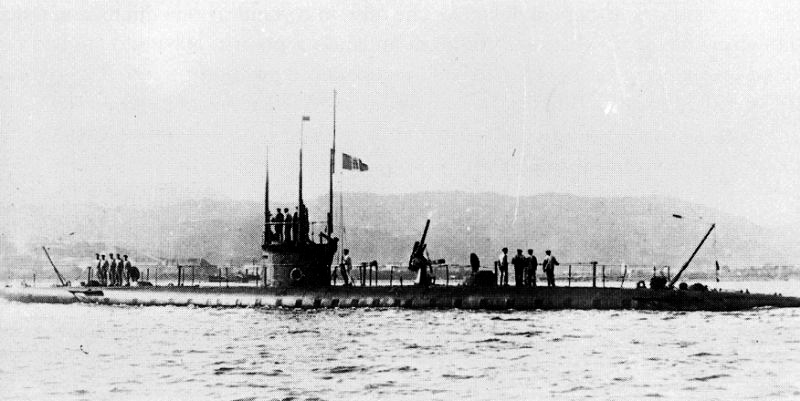
Ponorka F6 třídy F

- Delfino
- Třída Glauco (5 ks)
- Foca
- Třída Medusa (8 ks)
- Atropo
- Třída Nautilus (2 ks)
- Třída Pullino (2 ks)
- Argonauta (ex Svjatoj Georgij)
- Balilla (ex SM U 42) – opravená ztroskotaná německá ponorka

- Britské ponorky:
  - Třída S (3 ks)
  - Třída W (4 ks)

- X1 (ex SM UC 12)
- Třída Pacinotti
- Třída F (21 ks)
- Třída H (8 ks)
- Třída N (6 ks)
- Třída X2 (2 ks)
- Třída Micca (6 ks)
- Třída Barbarigo (jina též třída Provana, 4 ks)

## Druhá světové válka

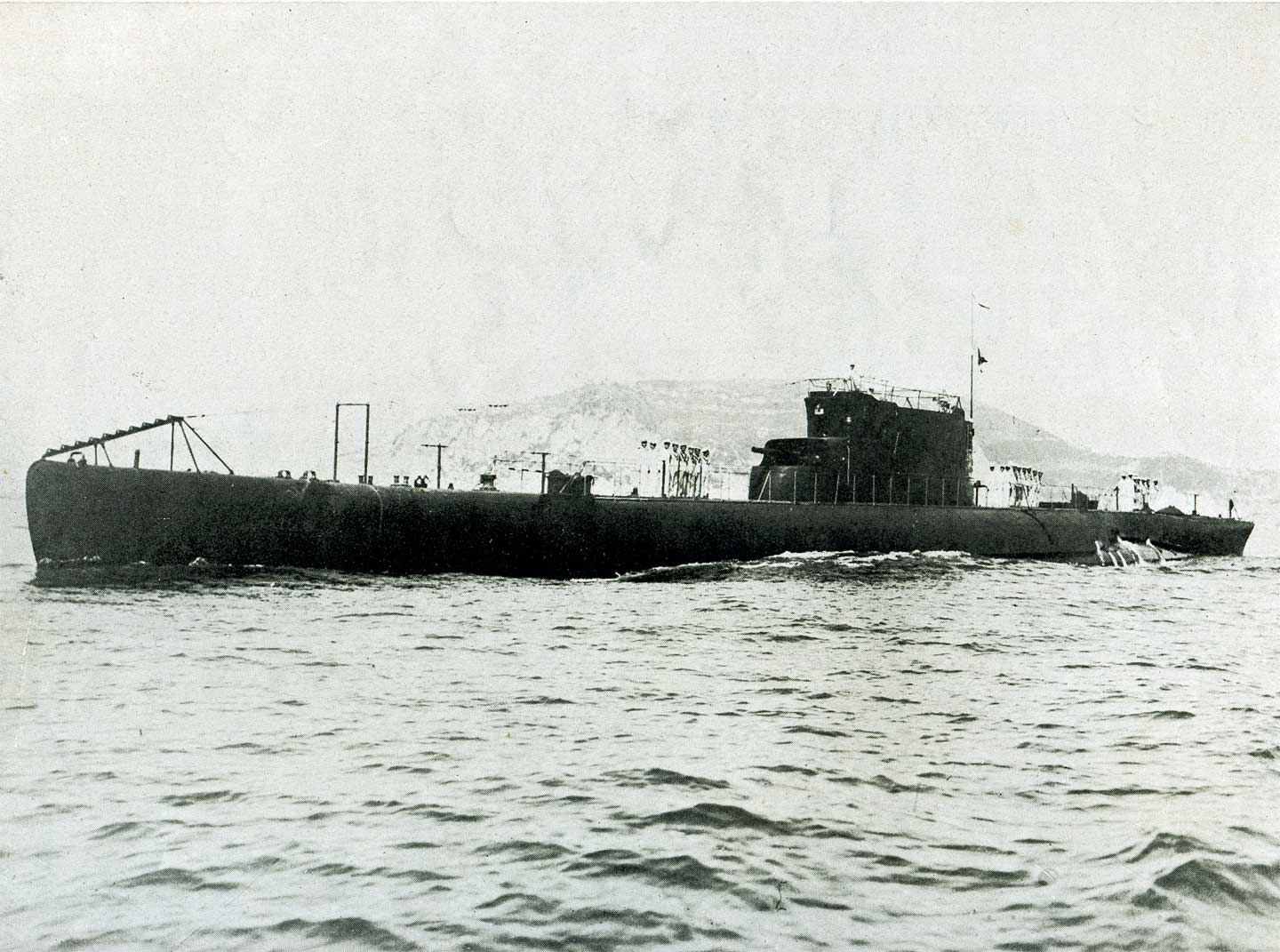
Ponorka Domenico Millelire třídy Balilla

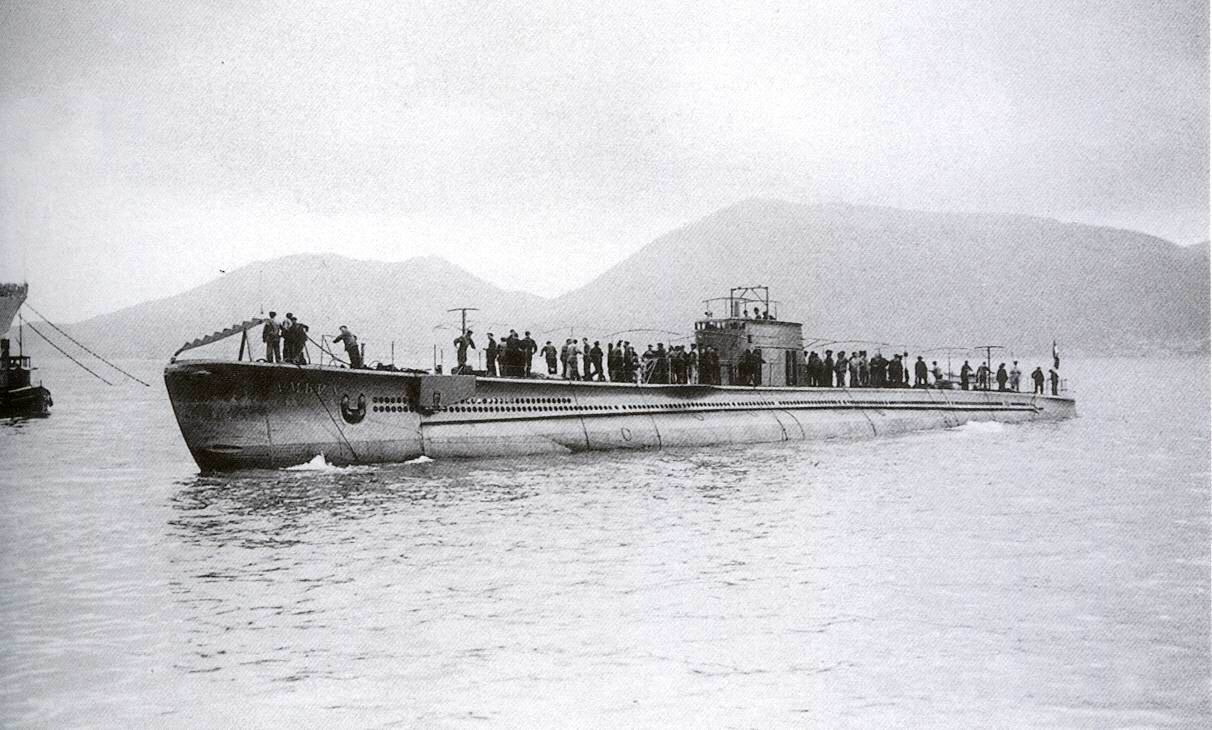
Ponorka Ambra třídy Perla

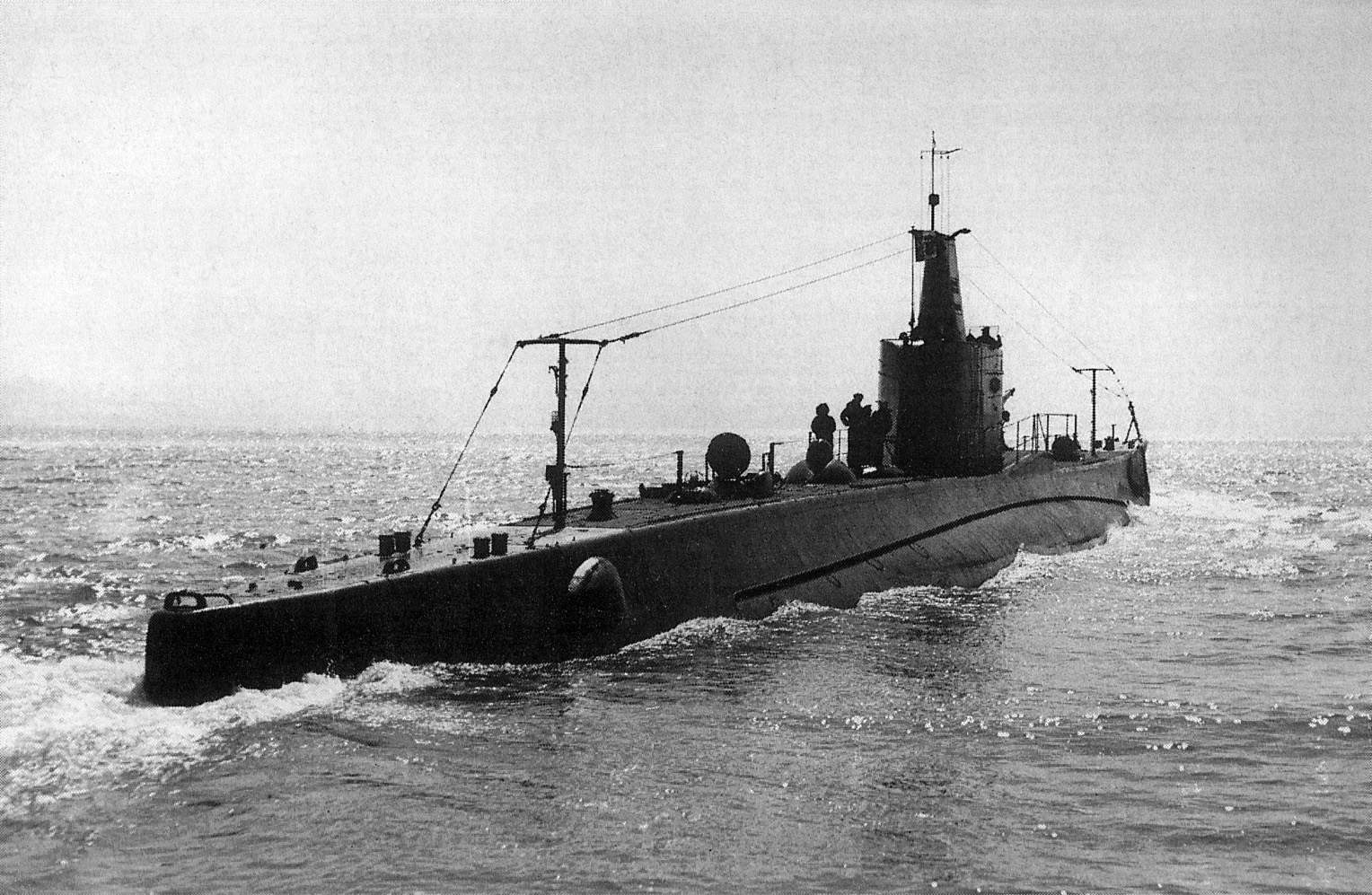
Ponorka Leonardo da Vinci třídy Marconi

- Třída Mameli (4 ks)
- Třída Balilla (4 ks)
- Třída Pisani (4 ks)
- Třída Bandiera (4 ks)
- Ettore Fieramosca
- Třída Bragadin (2 ks)
- Třída Squalo (4 ks)
- Třída Settembrini (2 ks)
- Třída Argonauta (7 ks)
- Třída Sirena (12 ks)
- Třída Archimede (4 ks)
- Třída Glauco (2 ks)
- Pietro Micca
- Třída Calvi (3 ks)
- Třída Argo (2 ks)
- Třída Perla (10 ks)
- Třída Adua (17 ks)
- Třída Foca (3 ks)
- Třída Marcello (11 ks)
- Třída Brin (5 ks)
- Třída Liuzzi (4 ks)
- Třída Marconi (6 ks)
- Třída Cagni (4 ks)
- Třída Acciaio (13 ks)
- Třída Flutto (13 ks)
- Třída R (2 ks)

## Poválečná doba

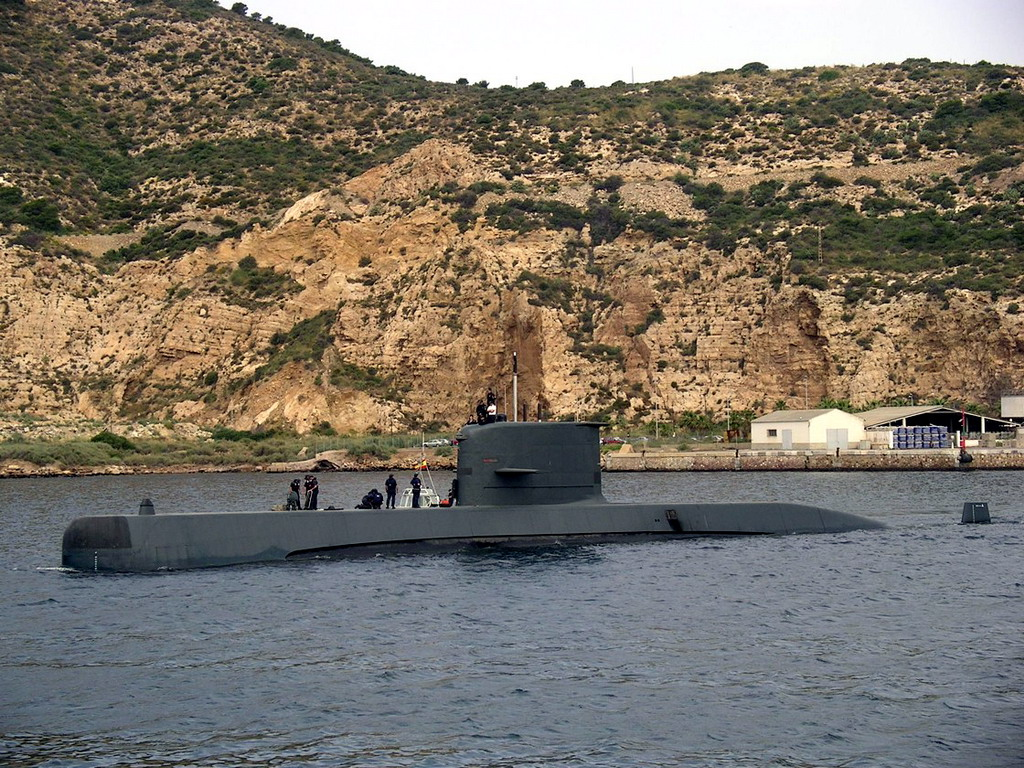
Primo Longobardo (S-524)

- Americké ponorky:
  - Třída Gato (2 ks)
  - Třída Balao (3 ks)
  - Třída Tench (2 ks)
  - Třída Tang (2 ks)

- Třída Enrico Toti (4 ks)
- Třída Nazario Sauro (4 ks)
- Třída Salvatore Pelosi (2 ks)
- Třída Primo Longobardo (2 ks)
- Typ 212 (4 ks)

## Miniponorky

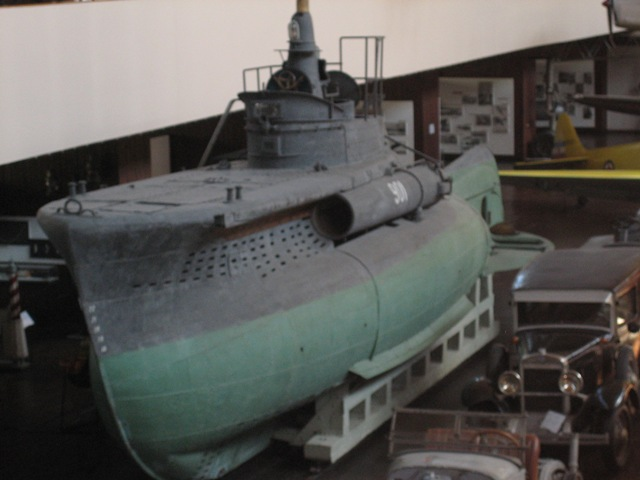
Miniponorka třídy CB

- Třída Alfa (2 ks)
- Třída A (6 ks)
- Třída B (3 ks)
- Třída CA (4 ks)
- Třída CM (2 ks)
- Třída CB (22 ks)

## Řiditelná torpéda

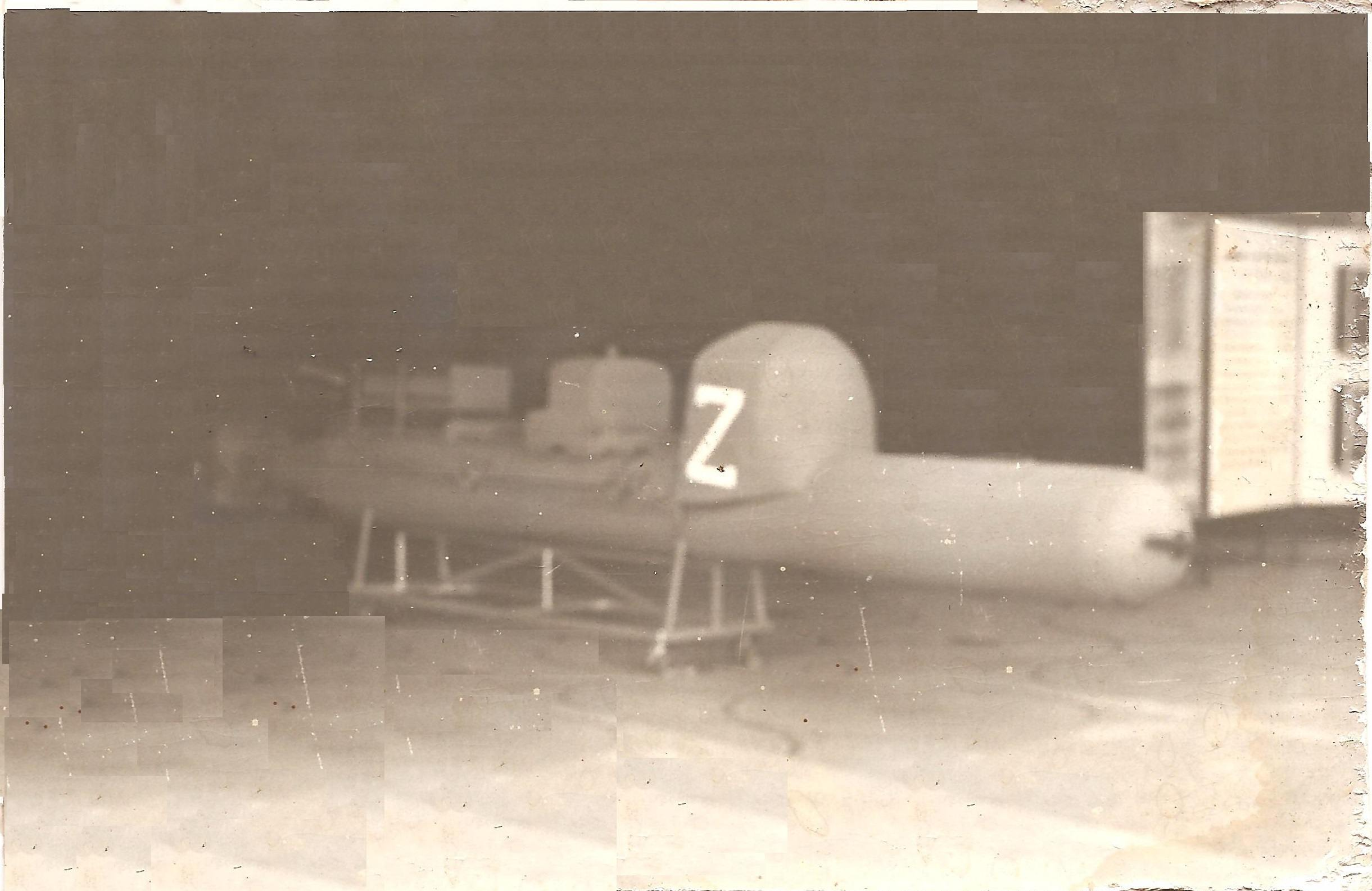
Maiale

- Mignatta
- Maiale